# 欧洲空战英雄
《欧洲空战英雄》（Heroes Over Europe）是由傳動遊戲开发、育碧软件发行的一款空战模拟游戏。它是《太平洋英雄》的续作。
游戏中玩家可选择扮演3个飞行员，分别来自美国、英国和新西兰。战役剧情设定在二战时期，共14个任务。游戏中有40多种飞机，多人联机的“混战”、“团队混战”、“生存者”、“团队生存者”模式中最多支持16人对战。